# Їдальня (кімната)

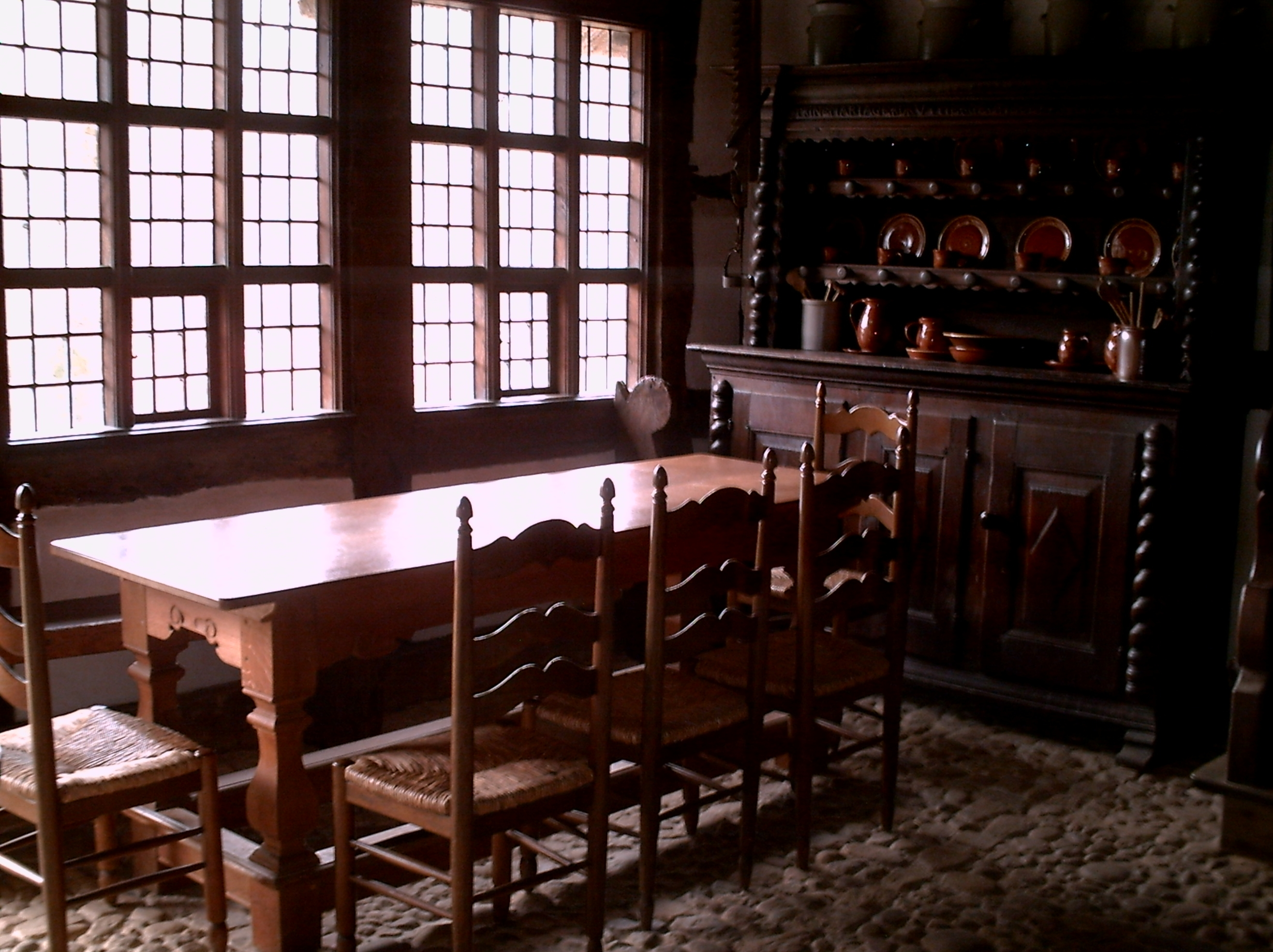
Історичний приклад їдальні в Німеччині

Їдальня — приміщення в будинку, призначене для приймання їжі. В сучасних будинках їдальня, як правило, прилягає до кухні, хоча в Середньовіччі часто розташовувалася на окремому поверсі. Історично в їдальні розміщується великий стіл і кілька стільців. Найпоширенішою формою є прямокутний стіл з двома стільцями, розташованими вздовж коротких сторін, і стільцями, розташованими вздовж довгих сторін (в залежності від довжини столу).

## Історія
В Середньовіччі заможні британці й інша європейська знать, що жила в замках, як правило, приймала їжу в Великому залі, який являв собою велику багатофункціональну кімнату, здатну вмістити більшість жителів будинку. Сім'я сиділа за столом, розташованому на підвищенні, інші мешканці сідали в порядку, визначеному статусом мешканця. Столи, як правило, мали значну довжину, вздовж них розставлялися лавки. Наявність великої кількості людей в їдальні обумовлювало жваву атмосферу в приміщенні. Припущення, що в їдальнях було душно і димно, ймовірно, помилкові, так як такі приміщення були обладнані великими трубами і мали високі стелі — таким чином, потоки повітря повинні були вільно вивітрюватися через численні двері і вікна.
У певний момент у власників маєтків з'явився попит на більш відокремлені трапези в приміщеннях меншого розміру: це було викликано політичними і соціальними змінами, які вимагали більшого комфорту в більш скромних кімнатах. В першу чергу, Чорна смерть, яка розорила Європу в XIV столітті, привела до зменшення робочої сили і руйнування феодальної системи. Також релігійні переслідування, що почалися після розпуску монастирів Генріхом VIII, зробили бесіди в присутності великої кількості людей нерозумними.
Згодом, знать стала їсти, в основному, у вітальнях, які, таким чином, функціонально перетворювалися в їдальні (або поділялися на дві окремі кімнати). Такі вітальні стали розміщувати далі від Великого залу, часто поєднуючи великими парадними сходами, що ведуть від помосту в Великому залі. Зрештою, приймати їжу в Великих залах стали тільки в особливих випадках. Ближче до початку XVIII століття склалася ситуація, при якій жінки стали переходити після їжі з їдальні у вітальню. Чоловіки залишалися в їдальні розпивати напої. Таким чином, їдальні перетворилися в місця чоловічих зібрань.

## Сучасність

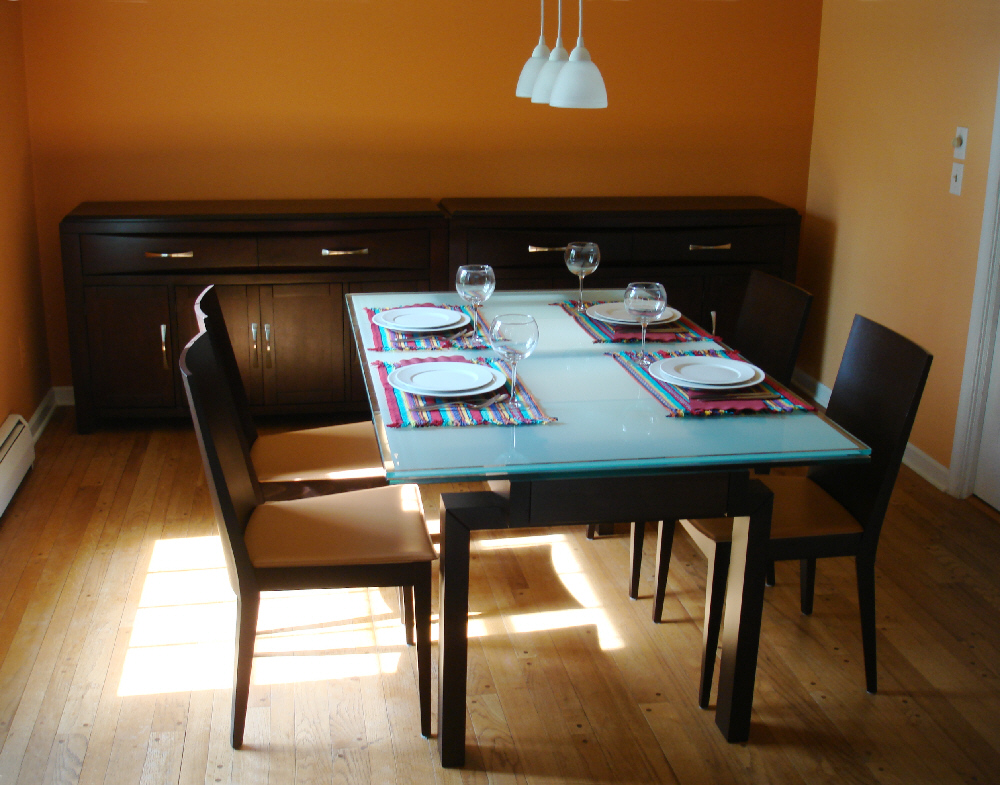
Приклад сучасної кухні в Сполучених Штатах Америки.

У типовій північноамериканській їдальні знаходяться стіл зі стільцями, розташованими по сторонах столу, а також інші предмети (часто виконані в китайському стилі). Часто столи в сучасних їдальнях мають розкладну секцію, що дозволяє при необхідності збільшити число посадкових місць. Хоча зазвичай столи виконуються з дерева, деякі роблять столову більш комфортною, обставляючи її канапами або м'якими кріслами.
У сучасних американських і канадських будинках їдальня зазвичай розташовується поруч з житловою кімнатою і все частіше використовується тільки для формальних обідів з гостями в особливих випадках. Для неформальних щоденних обідів в більшості будинків середнього і великого розміру є простір поруч з кухнею, де можна розмістити стіл і стільці. У невеликих будинках замість цього зазвичай є куточок для сніданку, який часто відрізняється по висоті від основного простору кухні. При відсутності куточка для сніданку або барної стійки для повсякденного приймання їжі використовується кухня або вітальня.
В Англії їдальня традиційно використовується багатьма сім'ями тільки у неділю, в інші дні обіди проходять на кухні.
В Австралії, хоча їдальні ще поширені, сімейні обіди часто проходять в куточку для сніданку або навпроти телевізора.